# 23284 Селік
23284 Селік (23284 Celik) — астероїд головного поясу, відкритий 30 грудня 2000 року.
Тіссеранів параметр щодо Юпітера — 3,484.